# Серж Блюссон
Серж Блюссон (фр. Serge Blusson, 7 травня 1928 — 14 березня 1994) — французький велогонщик.
Олімпійський чемпіон 1948 року в командній гонці переслідування.